# Dombach im Loch
Dombach im Loch (fränkisch: Dumba-loch) ist ein Gemeindeteil der kreisfreien Stadt Ansbach (Mittelfranken, Bayern). Dombach im Loch liegt in der Gemarkung Elpersdorf bei Ansbach.

## Geografie
Unmittelbar westlich des Dorfs entspringt der Dombach. Der Ort liegt im Dombacher Grund und ist nordwestlich vom Ansbacher Stadtwald umgeben. Im Norden liegt der Zeilberg, im Südosten der Teufelsgraben. Eine Gemeindeverbindungsstraße führt nach Elpersdorf zur Staatsstraße 2248 (1,3 km westlich) bzw. zur Staatsstraße 1066 (0,4 km nördlich).

## Geschichte
Der Ort wurde 1320 als „Tanbach“ erstmals urkundlich erwähnt. Der Ortsname leitet sich von einem gleichlautenden Gewässernamen ab, dessen Bestimmungswort die Baumgattung Tanne ist. Erst seit 1732 ist die Form Dombach im Loch bezeugt, wobei mit Loch die versteckte Tallage des Ortes bezeichnet wird.
Im 16-Punkte-Bericht des Oberamtes Ansbach von 1684 wurden für Dombach fünf Mannschaften verzeichnet. Alle Anwesen unterstanden dem Stiftsamt Ansbach. Das Hochgericht übte das brandenburg-ansbachische Hofkastenamt Ansbach aus, die Dorf- und Gemeindeherrschaft hatte das Stiftsamt Ansbach inne.
Auch gegen Ende des 18. Jahrhunderts gab es in Dombach im Loch fünf Anwesen (2 Höfe, 1 Halbhof, 1 Köblergut, 1 Tropfhaus). Das Hochgericht übte das Hofkastenamt Ansbach aus. Die Dorf- und Gemeindeherrschaft hatte das Stiftsamt Ansbach inne. Alle Anwesen hatten das Stiftsamt Ansbach als Grundherrn. Neben diesen Anwesen gab es noch kommunale Gebäude (Hirtenhaus, Brechhaus). Von 1797 bis 1808 unterstand der Ort dem Justiz- und Kammeramt Ansbach.
Im Rahmen des Gemeindeedikts wurde Dombach im Loch dem 1808 gebildeten Steuerdistrikt Elpersdorf und der 1811 gegründeten Ruralgemeinde Elpersdorf zugeordnet. 1833 stellten Bernhardswinden, Dombach, Kurzendorf und Meinhardswinden einen Antrag zur Gemeindebildung. Dieser wurde allerdings abgelehnt. Am 1. Juli 1972 wurde die Gemeinde Elpersdorf samt zugehörigen Gemeindeteilen im Zuge der Gebietsreform in Bayern in die Stadt Ansbach eingegliedert.

### Baudenkmal
- Steinkreuz aus Blasensandstein am Fußweg nach Ansbach, 500 Meter östlich der Ortschaft[15]

### Einwohnerentwicklung
| Jahr      | 001818 | 001840 | 001861 | 001871 | 001885 | 001900 | 001925 | 001950 | 001961 | 001970 | 001987 |
| Einwohner | 41     | 49     | 41     | 32     | 40     | 47     | 36     | 49     | 48     | 70     | 68     |
| Häuser    | 10     | 7      |        |        | 6      | 6      | 6      | 6      | 9      |        | 17     |
| Quelle    | [ 17 ] | [ 18 ] | [ 19 ] | [ 20 ] | [ 21 ] | [ 22 ] | [ 23 ] | [ 24 ] | [ 25 ] | [ 26 ] | [ 1 ]  |

## Religion
Der Ort ist seit der Reformation evangelisch-lutherisch geprägt und war ursprünglich nach St. Johannis (Ansbach) gepfarrt, seit 1967 ist die Pfarrei Friedenskirche (Ansbach) zuständig. Die Einwohner römisch-katholischer Konfession sind nach St. Ludwig (Ansbach) gepfarrt.